# Tarcaszentpéter
Tarcaszentpéter (szlovákul: Petrovany) község Szlovákiában, az Eperjesi kerület Eperjesi járásában. Mocsármány tartozik hozzá.

## Fekvése
Eperjestől 9 km-re délre, a Tarca bal partján fekszik.

## Története
A falu a Szent Péter tiszteletére szentelt templom körül alakult ki a 13. században. Területét királyi adományként egy Sinko nevű nemes, a Sebesi család őse kapta a 13. század második felében. 1304-ben „Scenpetur” alakban – egy birtokvita kapcsán – az egri püspökség oklevelében említik először, ekkor már Sinko fiai a falu birtokosai. Az oklevél meghatározza a testvérek birtokrészét és kijelöli a két testvér közötti birtokhatárt. Ekkor már állt a falu temploma is. A települést 1350-ben „Zenthpethur” néven említik. 1427-ben 41 portája adózott a birtokos Sebesi családnak, akik a 15. században felveszik a Szentpéteri előnevet. Kúriájuk egykor a templom alatt, az eperjesi út felé épült, ahol egy vizimalom is állt.
A 16. századtól a Kenedy, a 17. századtól a Forgách család tulajdonában találjuk. 1691-ben a Szentiványi család szerez birtokot a településen. Szentiványi Zsófia házasságával a birtok a Klobusiczky családé lett, akik 1756-ban Mária Teréziától grófi rangot kaptak. 1767-ben a korábbi Szentiványi-kastély helyén építették fel az új barokk kastélyt, mely a mai napig is áll. 1787-ben a falu 79 házában 654 lakos élt.
A 18. század végén Vályi András így ír róla: „SZENT PÉTER. Tót falu Sáros Várm. földes Ura Gr. Klobusiczky Uraság, lakosai katolikusok, fekszik Eperjeshez 1 mértföldnyire; határja középszerű, piatza közel, és alkalmatos.”
A 19. században a Szirmay család a birtokosa; ekkoriban a faluban kertészet működött. 1828-ban 98 háza volt 772 lakossal. Lakói mezőgazdasággal, erdei munkákkal, vászonszövéssel, kosárfonással foglalkoztak, később Eperjes és Somosújfalu üzemeiben dolgoztak.
Fényes Elek 1851-ben kiadott geográfiai szótárában így ír a faluról: „SZENT PÉTER. Tót falu Sáros Várm. földes Ura Gr. Klobusiczky Uraság, lakosai katolikusok, fekszik Eperjeshez 1 mértföldnyire; határja középszerű, piatza közel, és alkalmatos.”
1920 előtt Sáros vármegye Eperjesi járásához tartozott.
1965-ben csatolták hozzá Mocsármányt.

## Népessége
| Év:            | 1994. | 2004.    | 2014.   | 2024.   |
| -------------- | ----- | -------- | ------- | ------- |
| Emberek száma: | 1617  | 1794     | 1858    | 2036    |
| Eltérés:       |       | +10,94 % | +3,56 % | +9,58 % |

| Év:            | 2023. | 2024.   |
| -------------- | ----- | ------- |
| Emberek száma: | 2014  | 2036    |
| Eltérés:       |       | +1,09 % |

1910-ben 723, túlnyomórészt szlovák lakosa volt.
2001-ben 1696 lakosából 1627 szlovák és 53 cigány volt.
2011-ben 1809 lakosából 1658 szlovák és 74 cigány.

## Nevezetességei
- Szent Péter apostol tiszteletére szentelt római katolikus temploma eredetileg gótikus stílusú volt, a 14. században épült. A 17. században átépítették.
- A Klobusiczky család kastélyát 1756-ban építették barokk stílusban, a korábbi reneszánsz kastély helyén. A kastély 1856-ban a Szirmay családé lett, majd a 19. század végén báró Vécsey Alfonz vásárolta meg.

## Lásd még
- Mocsármány